# The Life Line
- Datos: Q7747132
- Multimedia: The Life Line (film) / Q7747132

The Life Line es una película muda de drama estadounidense de 1919 dirigida por Maurice Tourneur y protagonizada por Jack Holt, Wallace Beery y Lew Cody. La película está basada en la obra The Romany Rye del dramaturgo británico George R. Sims. La película está ambientada en las clases criminales de los barrios bajos de Londres.

## Reparto
- Jack Holt como Jack Hearne, el centeno romaní;
- Wallace Beery como Bos;
- Lew Cody como Phillip Royston;
- Tully Marshall como Joe Heckett;
- Seena Owen como Laura;
- Pauline Starke como Ruth Heckett.

## Estado de preservación
Una copia se preserva en el Filmmuseum de Ámsterdam, también conocido como el EYE Institut.